# Campeonato Asiático de Atletismo de 2015 - 110 m com barreiras masculino
A prova dos 110 metros com barreiras masculino do Campeonato Asiático de Atletismo de 2015 foi disputada no dia 3 de junho de 2015 no Wuhan Stadium em Wuhan, na China. 

## Recordes
Antes desta competição, os recordes mundiais e do campeonato nesta prova eram os seguintes:
|                       | Nome          | Nacionalidade  | Tempo  | Local    | Data                  |
| --------------------- | ------------- | -------------- | ------ | -------- | --------------------- |
| Recorde mundial       | Aries Merritt | Estados Unidos | 12s 80 | Bruxelas | 7 de setembro de 2012 |
| Recorde do campeonato | Liu Xiang     | China          | 13s 22 | Kobe     | 10 de julho de 2011   |
| Recorde asiático      | Liu Xiang     | China          | 12s 88 | Lausana  | 11 de julho de 2006   |

## Medalhistas
| Ouro             | Prata                      | Bronze               |
| Xie Wenjun (CHN) | Abdulaziz Al-Mandeel (KUW) | Kim Byoung-jun (KOR) |

## Cronograma
Todos os horários são locais (UTC+8)
| Data       | Hora  | Evento  |
| ---------- | ----- | ------- |
| 3 de junho | 11:30 | Bateria |
| 3 de junho | 17:50 | Final   |

## Resultados

### Bateria
Qualificação: 2 atletas de cada bateria  (Q) mais os 2 melhores qualificados (q). 
| Posição | Bateria | Atleta                 | Nacionalidade  | Tempo | Notas |
| ------- | ------- | ---------------------- | -------------- | ----- | ----- |
| 1       | 1       | Xie Wenjun             | China          | 13.55 | Q     |
| 2       | 2       | Yaqoub Al-Youha        | Kuwait         | 13.66 | Q     |
| 3       | 3       | Abdulaziz Al-Mandeel   | Kuwait         | 13.69 | Q     |
| 4       | 3       | Kim Byoung-jun         | Coreia do Sul  | 13.70 | Q     |
| 5       | 2       | Zhang Honglin          | China          | 13.79 | Q     |
| 5       | 3       | Jiang Fan              | China          | 13.79 | q     |
| 7       | 2       | Yang Wei-Ting          | Taipé Chinesa  | 13.89 | q     |
| 8       | 1       | Jamras Rittidet        | Tailândia      | 13.92 | Q     |
| 9       | 2       | Hiroyuki Satō          | Japão          | 14.04 |       |
| 10      | 1       | Ali Hussain Al-Zaki    | Arábia Saudita | 14.10 |       |
| 11      | 1       | Siddhanth Thingalaya   | Índia          | 14.10 |       |
| 12      | 1       | Rayzam Shah Wan Sofian | Malásia        | 14.11 |       |
| 13      | 3       | Takumu Furuya          | Japão          | 14.15 |       |
| 14      | 3       | Ahmed Al-Muwallad      | Arábia Saudita | 14.18 |       |
| 15      | 3       | Muhammad Sajjad        | Paquistão      | 14.33 |       |
| 16      | 2       | Chan Chung Wang        | Hong Kong      | 14.41 |       |
| 17      | 1       | Tong Cheuk Pan         | Hong Kong      | 14.46 |       |
| 17      | 3       | Iong Kim Fai           | Macau          | 14.46 |       |
| 19      | 2       | Anousone Xaysa         | Laos           | 14.60 |       |
| 20      | 1       | Lai Hotat Costa        | Macau          | 14.88 |       |

### Final
A final da prova ocorreu dia 3 de junho às 17:50.
| Posição           | Raia | Atleta               | Nacionalidade | Resultados | Notas  |
| ----------------- | ---- | -------------------- | ------------- | ---------- | ------ |
| Medalha de ouro   | 5    | Xie Wenjun           | China         | 13.56      |        |
| Medalha de prata  | 7    | Abdulaziz Al-Mandeel | Kuwait        | 13.67      |        |
| Medalha de bronze | 6    | Kim Byoung-jun       | Coreia do Sul | 13.75      |        |
| 4                 | 9    | Jamras Rittidet      | Tailândia     | 13.77      |        |
| 5                 | 2    | Jiang Fan            | China         | 13.85      |        |
| 6                 | 3    | Yang Wei-Ting        | Taipé Chinesa | 13.87      |        |
| 7                 | 8    | Zhang Honglin        | China         | 13.92      |        |
| 8                 | 4    | Yaqoub Al-Youha      | Kuwait        | DSQ        | R162.7 |

Legenda
| Recorde mundial       | Recorde mundial (World record)               |                       | Recorde africano                      | Recorde africano (African) |                                           | Q | Classificado por posição (Qualified) |
| Recorde do campeonato | Recorde do campeonato (Championship record)  | Recorde da América    | Recorde da América (Americas)         | q                          | Classificado por melhor tempo (Qualified) |   |                                      |
| Melhor marca do ano   | Melhor marca do ano (World leading)          | Recorde asiático      | Recorde asiático (Asian)              | DNS                        | Não largou (Did not start)                |   |                                      |
| Recorde nacional      | Recorde nacional (National record)           | Recorde europeu       | Recorde europeu (European)            | DNF                        | Não terminou (Did not finish)             |   |                                      |
| Recorde pessoal       | Recorde pessoal do atleta (Personal best)    | Recorde da Oceania    | Recorde da Oceania (Oceania)          | DSQ / DQ                   | Desclassificado (Disqualified)            |   |                                      |
| Recorde da temporada  | Recorde da temporada do atleta (Season best) | Recorde sul-americano | Recorde sul-americano (South America) | NM                         | Sem marca (No mark)                       |   |                                      |